# SMS Viribus Unitis
El SMS Viribus Unitis fue el primer acorazado tipo dreadnought de la KuK Kriegsmarine, perteneciente a la Clase Tegetthoff. Su nombre en latín, "Con Unión de Fuerzas", era el lema personal del emperador Francisco José I.
El Viribus Unitis fue construido en el astillero Stabilimento Tecnico Triestino de la ciudad de Trieste, principal puerto austrohúngaro.

## Historial
El 28 de junio de 1914 recibe del yate SMS Dalmat, en Metković, en el estuario del río Neretva, los cuerpos y féretros del Archiduque Francisco Fernando y de su esposa Sofía Chotek, asesinados ese día en Sarajevo por Gavrilo Princip, y los trasladan a Trieste. Durante la Primera Guerra Mundial fue buque insignia de la flota austrohúngara, y participó en el bombardeo de Ancona el 24 de mayo de 1915.

## Hundimiento
El 29 de octubre de 1918 el Consejo Nacional de los Eslovenos, Croatas y Serbios rompieron todas las relaciones con Austria y Hungría, proclamando el nuevo Estado de los Eslovenos, Croatas y Serbios. Posteriormente el Emperador Carlos cedió la totalidad de la Armada austrohúngara y la flota mercante, con todos sus puertos, arsenales y fortificaciones costeras al Consejo Nacional del Estado (31 de octubre de 1918). Cuando los representantes del Consejo Nacional llegaron a la base naval de Pola el 31 de octubre, el comandante en jefe almirante Miklós Horthy, preguntó a quién debía entregar el mando de la flota. Los representantes no habían considerado el asunto, y tras algunas discusiones aceptaron la sugerencia de Horthy, de poner a Janko Vuković, quien fue ascendido a contralmirante y nombrado comandante en jefe de la armada del nuevo país cuando la bandera de Horthy fue arriada a las 5 de la tarde.
Durante la noche, un equipo italiano de sabotaje procedente de una lancha torpedera MAS, que no tenían constancia de la creación del nuevo Estado, y de su no-beligerancia, penetraron en el puerto, valiéndose de un torpedo humano autopropulsado denominado por su inventor como mignatta (sanguijuela), y colocaron dos minas lapa del tipo XT, de 200 kg, bajo el casco del Viribus Unitis, preparado para estallar a las 6:30 h en punto. El equipo de dos hombres fue capturado y llevado a bordo del Viribus Unitis, donde se informó a Vuković de lo que había sucedido.
Vuković ordenó trasladar a los prisioneros (Raffaele Paolucci y Raffaele Rossetti) por seguridad al acorazado gemelo Tegetthof, y ordenó la evacuación de la nave. Pero la explosión no ocurrió a las 6:30 h. como esperaban, y Vukovic regresó a la nave con muchos marinos de su tripulación para intentar localizar las minas-lapa y desactivarlas, por lo que se mantuvo en su barco cuando la mina explosionó poco después, a las 6:44 h., y se hundió la nave. Perecieron entre 300 y 400 hombres de su tripulación, incluyendo a Vuković, al ser herido mortalmente mientras trataba de ponerse a salvo a nado cuando un madero le cayó encima por efecto de la explosión. La tripulación italiana, permaneció internada hasta que la Regia Marina tomó posesión de Pola cuatro días después, el 5 de noviembre.

## Conmemoraciones
Figura en un sello postal austro-húngaro emitido en 1915.
Dos proyectiles desactivados de los cañones principales del buque, forman parte del Faro della Vittoria (Faro de la Victoria) construido en una colina sobre Trieste como memorial de la guerra en la década de 1920. El faro, también incluye el ancla del torpedero Audace, el primer buque de guerra italiano en entrar en Trieste al finalizar la Primera Guerra Mundial.
Una meticulosa reproducción de unos 6 metros de longitud del SMS Viribus Unitis, está en exposición en el museo Heeresgeschichtliches Museum de Viena.
El ancla del buque, al igual que el de su gemelo, (el SMS Tegetthoff) se puede contemplar a la entrada del Museo de Historia Naval de Venecia, al igual que segmentos de la mignatta el torpedo humano autopropulsado usado para hundir el Viribus Unitis.
El SMS Viribus Unitis fue seleccionado en 2006 como motivo de una moneda de alto valor para coleccionistas: La moneda austriaca de 20 €. de oro, acuñada el 13 de setiembre de 2006.